# Coimbra (zespół metropolitalny)
Wielki Zespół Metropolitalny Coimbra (port. Grande Área Metropolitana de Coimbra) – pomocnicza jednostka administracji samorządowej. W skład zespołu wchodzi 16 gmin (posortowane według liczby mieszkańców): Coimbra, Figueira da Foz, Cantanhede, Montemor-o-Velho, Soure, Mealhada, Penacova, Lousã, Condeixa-a-Nova, Miranda do Corvo, Mira, Tábua, Mortágua, Vila Nova de Poiares, Penela and Góis.

## Dane statystyczne
- Powierzchnia: 3370 km²
- Populacja: 435 900 mieszkańców
- Gęstość zaludnienia: 129 os./km²